# Guglielmo De Sanctis
Guglielmo De Sanctis (Trieste, 1897 – ...) è stato un tuffatore italiano.

## Biografia
Nato a Trieste nel 1897, a 23 anni prese parte ai Giochi olimpici di Anversa 1920, nelle gare di trampolino e piattaforma alta. In entrambe non riuscì a passare il suo raggruppamento e accedere alla finale, nella prima chiuse 6º su 7 (passavano i primi 3) con 451.35 punti, nella seconda invece terminò 7º su 7 (anche in questo caso accedevano in finale i primi 3) con 98.0.